# 급부
급부(給付, 독일어: Leistung)는 채권의 내용이 되는 채무자의 특정한 행위를 말하는 법률 용어이다. 급부는 채권의 목적이라고 할 수 있으며 급부에 대한 대가를 반대급부(反對給付)라고 한다.

## 급부의 종류
- 작위급부(作爲給付)
- 부작위급부(不作爲給付)
- 주는 급부
- 하는 급부
- 특정물급부(特定物給付)
- 불특정물급부(不特定物給付)
- 가분급부(可分給付)
- 불가분급부(不可分給付)
- 일시적 급부
- 계속적 급부
- 회귀적(回歸的) 급부

## 급부의 예시
- 우유 배달
- 신문 구독

## 급부의무
채무자가 채권자에게 부담하는 의무이다.

## 급부소송
원고가 피고에 대하여 일정한 이행의무의 존재를 주장하며 이행판결을 청구하는 것을 말한다.

## 참고 문헌
- 이상태, 물권법, 2009.

## 같이 보기
- 반대급부